# Angela (cantante)
Angela, pseudonimo di Angela Denia Tarenzi (Milano, 16 gennaio 1938), è una cantante, paroliera e attrice italiana.
Insieme a Mina, Babette e Brunetta è stata una delle prime cantanti italiane di rock and roll.

## Biografia
Appassionata di musica, inizia ad esibirsi nei locali della sua città con un suo gruppo, finché viene scoperta da Aldo Pagani, musicista di Renato Carosone e talent-scout (che diventa anche suo marito), che le procura un'audizione con la Durium: Angela canta accompagnata dal pianoforte Da te era bello restar e colpisce con la sua voce il maestro Franco Cassano, che presiede al provino e le propone il contratto discografico.
Il debutto avviene nel 1959 con Angela (bambina cattiva) (pubblicata su 45 giri l'anno successivo): la canzone, un rock'n'roll con il testo scritto da Luciano Beretta, riscuote un immediato successo e le frutta anche le prime apparizioni televisive, successo confermato dalle altre incisioni dello stesso anno, come O Jim o Jack o John (canzone scritta da Gian Carlo Testoni) o dell'anno seguente, come Rock della naja, che ricalcano lo stile tipico degli urlatori; amplia poi il suo genere musicale incidendo cha cha cha, brani latino americani e canzoni melodiche (e, a volte, aggiungendo il primo cognome Denia al nome).
Nel 1960 partecipa con la canzone Quando l'amore è musica al Burlamacco d'oro, uno dei più noti festival musicali, che si tiene a Viareggio, riscuotendo un notevole successo; nello stesso anno partecipa alla colonna sonora del film Pippo Briciola e Nuvola Bianca di Angio Zane.
Nel 1963 debutta nel cinema, recitando nel film Napoleone a Firenze (regia di Piero Pierotti) insieme a Memmo Carotenuto, Narciso Parigi, Gloria Paul e Adriano Rimoldi.
Nello stesso anno fa parte del cast fisso della trasmissione televisiva La fiera dei sogni, condotta da Mike Bongiorno, esperienza che si ripeterà nei due anni successivi; continua comunque ad incidere dischi, anche all'estero (come Y si manana, versione in spagnolo di E se domani, il successo scritto da Giorgio Calabrese e Carlo Alberto Rossi).
Nel 1965 apre i concerti dei Beatles nella loro tournée italiana (insieme a Peppino Di Capri, Fausto Leali e i New Dada).
Nel 1966 si avvicina alle sonorità beat, sempre mescolate con melodie di ampio respiro, con canzoni come È una storia lunga, scritta da Marcello Minerbi e Tullio Romano (entrambi componenti dei Los Marcellos Ferial ed autori per la stessa casa discografica di Angela, o Castelli di sabbia.
Nello stesso anno partecipa con successo al Festival mediterraneo di Barcellona con settembre.
Negli anni successivi diventa presentatrice con Sandro Tuminelli della trasmissione televisiva della TV dei ragazzi La bottega di mastro Burn, ed incide una serie di dischi animati per i bambini (tra le canzoni ricordiamo I sogni dei bambini e Buonanotte Paolino, presentate nel corso del programma).
Partecipa poi a varie trasmissioni televisive come Settevoci, condotta da Pippo Baudo, e Canzonissima.
Abbandona gradualmente l'attività di cantante dedicandosi a quella di autrice di testi per la casa di edizioni musicali del marito, le Edizioni musicali Aldo Pagani, e collaborando con Astor Piazzolla, Aldemaro Romero, Augusto Martelli ed altri musicisti; ha curato tra l'altro, insieme a Duilio Del Prete, i testi in italiano (dagli originali in spagnolo di Horacio Ferrer su musiche di Astor Piazzolla) per l'album Rabbia e tango di Edmonda Aldini, pubblicato nel 1973.
Nel 1983 collabora con Aldo Pagani e Danilo D’Amerio per scrivere il testo della canzone I Look At The Sun cantata da Morris Albert.
Nel 1985 collabora con il compositore Marco Grasso con il cantautore Simonluca e con Aldo Pagani per scrivere il testo della canzone Fire Dreams cantata da Maria Manno
Recentemente molte delle sue incisioni sono state raccolte in due CD antologici.

## Discografia parziale

### Album
- 1960: Sanremo 1960 (Embassy, E 534; solo lato A, con l'orchestra di Aldo Pagani; tracce: Splende l'arcobaleno/Quando vien la sera/È vero/Non sei felice/Gridare di gioia; lato B eseguito da I Nobili, voci soliste Rino Fabbri e Franco Pignataro; tracce: Libero/Romantica/Amore senza sole/Perdoniamoci/Perderti)
- 2004: Angela bambina cattiva (Giallo Records, SAF 037)
- 2004: È una storia lunga (Giallo Records, SAF 038)

### Singoli
- 1960: È vero/Quando vien la sera (Embassy, EB 083)
- 1960: Angela (bambina cattiva)/Mordo (Embassy, EB 085)
- 1960: Tam tam/Ti darei la mia vita (Embassy, EB 086; con l'orchestra di Aldo Pagani)
- 1960: Rock della naja/Scotto...! (Embassy, EB 088)
- 1960: Angela (bambina cattiva)/Mordo (IPM, 3001; ristampa di EB 085)
- 1960: Rock della naja/Scotto...! (IPM, 3002; ristampa di EB 088)
- 1960: Me ne faccio un baffo/Pene (|IPM, 3010)
- 1960: O Jim o Jack o John/Good Luck (IPM, 3012)
- 1960: M'ama non m'ama/Mare di cielo (|IPM, 3016)
- 1961: Rolypoly/Un passo sulle scale (IPM, 3028)
- 1961: Cos'hai trovato in lui/La luna con i baffi (IPM, 3030)
- 1961: Il sole non tramonta/Quando l'amore è... (IPM, 3049)
- 1962: Popotito/Speedy Gonzales (Philips, pf 363 606)
- 1962: Un soffio d'ali/Non finirò d'amarti (Philips, pf 363 609)
- 1962: Fino alla fine del mondo/Io la penso così (Philips, pf 363 642)
- 1964: Solo un attimo/Ditemi (Italdisc, AP 151)
- 1965: Surf service/Elisabetta (Italian Yank, IY 10006)
- 1966: È una storia lunga/Castelli di sabbia (dal film) (Originaldisc,Od 1)
- 1966: Guantanamera/Settembre (Originaldisc,Od 5)

### EP
- 1959: Donna/Condannami/Jacqueline/Bing bang bong (Durium, ep A 3150)
- 1960: Sanremo 1960 (Embassy, EP 155)

## Composizioni
| Anno | Titolo                                     | Autori del testo                        | Autori della musica               | Interpreti                                  |
| ---- | ------------------------------------------ | --------------------------------------- | --------------------------------- | ------------------------------------------- |
| 1971 | J'oublie                                   | Angela Denia Tarenzi e David Mc Neil    | Astor Piazzolla                   | Julien Clerc (album Si j'étais elle)        |
| 1971 | Baci e libellule                           | Angela Denia Tarenzi                    | Aldo Pagani e Riscian             | Placanica                                   |
| 1973 | Colori sbiaditi (il sapore che mi davi tu) | Angela Denia Tarenzi e Giuliano Solieri | Aldo Cazzulani e Augusto Martelli | Orietta Berti                               |
| 1973 | La città                                   | Angela Denia Tarenzi                    | Astor Piazzola                    | Iva Zanicchi (album Le giornate dell'amore) |
| 1973 | Madre terra, madre mia                     | Angela Denia Tarenzi e Duilio Del Prete | Astor Piazzolla                   | Edmonda Aldini (album Rabbia e tango)       |
| 1973 | Le venusiane                               | Angela Denia Tarenzi e Duilio Del Prete | Astor Piazzolla                   | Edmonda Aldini (album Rabbia e tango)       |
| 1973 | Ballata per un suonato                     | Angela Denia Tarenzi e Duilio Del Prete | Astor Piazzolla                   | Edmonda Aldini (album: Rabbia e tango)      |
| 1973 | Rinascerò                                  | Angela Denia Tarenzi e Duilio Del Prete | Astor Piazzolla                   | Edmonda Aldini (album: Rabbia e tango)      |
| 1973 | La bicicletta bianca                       | Angela Denia Tarenzi e Duilio Del Prete | Astor Piazzolla                   | Edmonda Aldini (album: Rabbia e tango)      |
| 1973 | Ultime notizie                             | Angela Denia Tarenzi e Duilio Del Prete | Astor Piazzolla                   | Edmonda Aldini (album: Rabbia e tango)      |